# Die neun Leben von Fritz the Cat
Die neun Leben von Fritz the Cat ist ein Zeichentrickfilm aus dem Jahr 1974 von Robert Taylor. Er basiert auf dem Comic Fritz the Cat von Robert Crumb. Es ist die Fortsetzung des Films Fritz the Cat aus dem Jahr 1972.

## Handlung
Fritz the Cat ist verheiratet, erhält Sozialhilfe und hat ein Baby namens Ralphie, das beiläufig masturbiert. Als seine Frau ihn als unverantwortlichen Vater und Ehemann beschimpft, sitzt Fritz auf der Couch und starrt ins Leere. Er raucht nebenbei einen Marihuana-Joint. Fritz hat es satt, seiner Frau zuzuhören, die an ihm nörgelt, deswegen verschwindet er in seiner eigenen kleinen Welt und stellt sich vor, wie das Leben für ihn wäre, wenn die Dinge anders wären.
Fritz ist in neun verschiedenen Epochen zu sehen, so zum Beispiel im nationalsozialistischen Dritten Reich, er trifft auf Gott, er ist bei der NASA tätig oder er ist während der dreißiger Jahre zu sehen.

## Synchronisation
| Rolle         | Englischer Sprecher | Deutscher Sprecher  |
| ------------- | ------------------- | ------------------- |
| Fritz the Cat | Skip Hinnant        | Christian Brückner  |
| Astronaut     |                     | Rolf Schult         |
| Hitler        |                     | Heinz Theo Branding |
| Betrunkener   |                     | Arnold Marquis      |
| Raquel        |                     | Edith Hancke        |
| Fritz Frau    | Reva Dose           |                     |
| Chita         | Louisa Moritz       |                     |

## Produktion
Taylor hat das Drehbuch des Films zusammen mit Fred Halliday und Eric Monte geschrieben. Steve Krantz produzierte später Montes Drehbuch Cooley High, das zur Fernsehsitcom What's Happening!! weiterentwickelt wurde. Der Name des Films wurde als ironisch angesehen, da der Schöpfer der Figur Robert Crumb zuvor eine Geschichte gezeichnet hatte, in der Fritz getötet wurde.

## Veröffentlichung
Der Film wurde 1974 bei den Filmfestspielen von Cannes aufgenommen und Taylor wurde für eine Goldene Palme nominiert.
Der Film erlangte später Kultstatus.

## Rezeption
„[…] Die angeblich beabsichtigte Gesellschaftskritik geht in der Aneinanderreihung von wüsten Aggressionen, Scheußlichkeiten und sexuellen Eskapaden unter.“

Time Out beschrieb den Film als „bedauerlich unfähig“.